# الکسی راستوورتسف
الکسی راستوورتسف (روسی: Алексей Петрович Растворцев؛ زادهٔ ۸ اوت ۱۹۷۸) بازیکن هندبال اهل روسیه است.
وی در مسابقات کشوری و بین‌المللی در مجموع برندهٔ ۱ مدال برنز شده‌است.